# Christiane Werner (Künstlerin)
Christiane Werner (* 1965 in Berlin) ist eine zeitgenössische deutsche  bildende Künstlerin. Seit 1999 lebt und arbeitet sie in Leipzig.

## Leben
Christiane Werner ist als Tochter von Inge Werner und dem Architekten Claus-Peter Werner in Berlin geboren und aufgewachsen. Nach der Lehrausbildung mit Abitur als Werkzeugmacherin, die sie 1985 erfolgreich abschloss, folgte eine einjährige Tätigkeit im Desingbüro im damaligen Betrieb Lautex in der Oberlausitz.
Sie studierte von 1986 bis 1989 an der traditionsreichen Kunsthochschule Berlin-Weißensee u. a. bei den Professoren Max Görner und Friedrich Porsdorf und wechselte 1989 in die Fachklasse für Malerei/Grafik Textile Künste zu der Professorin Inge Götze an die Burg Giebichenstein Kunsthochschule Halle. Betreut von Inge Götze, Ulrich Müller-Reimkasten und Renate Luckner-Bien diplomierte sie 1994 ebenda mit Wandmalerei und Gestaltungskonzept für die Räume einer Musikschule.
Hieran schloss sich ein Meister-/Aufbaustudium und 1995 ein Graduiertenstipendium des Deutschen Akademischen Austauschdienstes (DAAD) an, das sie zu einem Studienaufenthalt in Perugia (Italien) an die Accademia di Belle Arti „Pietro Vanucci“ führte. 
Seitdem ist sie freischaffende Künstlerin und seit 2007 in ihrem Atelier in der Leipziger Baumwollspinnerei tätig, in der etwa 100 bekannte Künstler mit ihren Ateliers beherbergt sind und über 10 Galerien sowie die zugehörige Infrastruktur.
Christiane Werner ist langjähriges Vorstandsmitglied im Bund Bildender Künstler Leipzig e.V. (BBKL e. V.). Weiterhin ist sie Mitglied der Leipziger Grafikbörse e.V.

## Werk

### Werkübersicht
Christiane Werner arbeitet mit dem Medium Druckgrafik und schuf darüber hinaus u. a. großformatige Stickereien und Gobelins für verschiedene Regierungsgebäude in Sachsen-Anhalt.
2001 und 2003 erhielt sie ein Arbeitsstipendium der Denkmalschmiede Höfgen / Studios International und war 2009 Teilnehmerin des Lichtdruck-Symposiums des BBKL e.V. im Museum für Druckkunst Leipzig.
Christiane Werner arbeitet(e) in künstlerischen Projekten mit Verlagen, Museen und der Universität Leipzig sowie als Dozentin an der Leipzig School of Design.
Christiane Werners Arbeiten befinden sich in privaten und öffentlichen Sammlungen: 
- Neue Sächsische Galerie
- Städtische Kunstsammlung Chemnitz
- Landtag und Staatskanzlei in Magdeburg
- Oberlandesgericht in Naumburg
- Bibliothèque Nationale de Luxembourg.

Kunst-am-Bau-Projekte konnte sie für die Universitätsklinik Leipzig im OP-Trakt des Kinder- und Frauenzentrums realisieren. 

### Grafik
Die Druckgrafiken von Christiane Werner kombinieren oft verschiedene Techniken: farbige Holz- und Linolschnitte, Materialdrucke und Zeichnungen. Die Arbeiten sind meist Unikate, sie entstehen vorrangig im Handdruck auf Japanpapier. 
Ihre Lichtdrucke entstehen in der Lichtdruckwerkstatt im Museum für Druckkunst in Leipzig. In diesem aufwendigen Verfahren dienen mit Gelatine beschichtete Glasplatten als Druckträger. Die Technik wird weltweit nur noch in einer der wenigen Werkstätten – z. B. in Kyoto in Japan – gepflegt und gilt nach wie vor als Verfahren mit unnachahmlicher Druckqualität. Sie nahm u. a. am Lichtdrucksymposium im Museum für Druckkunst Leipzig teil. 

### Illustration
Christiane Werner hat historische Rekonstruktionen der im Dreißigjährigen Krieg schwer zerstörten Moritzburg in Halle (Saale) geschaffen, für die Erzbischof Ernst im Jahre 1488 den Grundstein legte. Diese beruhen auf einigen zeitgenössischen Abbildungen, auf eigenen Recherchen sowie auf Grundrissen des Amtes für Denkmalpflege Halle.
Ihre Zeichnungen für das Museum der Westlausitz rekonstruieren u. a. Schmuck und Kleidung der Bronzezeit. 
In ihrer langjährigen künstlerischen Projektarbeit mit Kindern im Händel-Haus in Halle (Saale) entstanden didaktische Materialien. In den Lehrbüchern des Verlages Schott Musik International für den Instrumentalunterricht finden sich weitere ihrer Illustrationen.
Mit ihren Druckgrafiken und Zeichnungen tritt sie u. a. auch in Zwiesprache mit den Texten der Schriftsteller Constanze John und Viktor Kalinke. 

### Tapisserie
Teppiche sind seit Jahrhunderten ein Teil menschlicher Lebensorte und interessieren Christiane Werner in ihrer schöpferischen Arbeit: Gobelins als repräsentative Bildwerke, Kelims im Leben ohne Sesshaftigkeit und kostbare Stickereien für weltliche und sakrale Räume. 
Sie ist bestrebt, mit diesen Materialien die Akustik, das Raumklima, die Lichtverhältnisse und die Sinne zu beeinflussen.

### Artist statement
Christiane Werner untersucht Teile von fiktiven und realen Wahrnehmungsprozessen im Zusammenhang mit eigenen synästhetischen Erfahrungen, und sie setzt sich mit dem Empfinden für Zeit und Wachstum auseinander. 

## Ausstellungen (Auswahl)

### Ausstellungsbeteiligungen
- 2018: Leipziger Grafikbörse „PASSAGE“[5], u. a. Museum in der Lände, Kressbronn am Bodensee; Museum für Druckkunst Leipzig; Schloss Burgk; Landtag Dresden
- 2017: „Ich ist ein Anderer“[6] Bund Bildender Künstler Leipzig (BBKL e. V.)
- 2015: Leipziger Baumwollspinnerei[7] – Werkschau
- 2015: Ereignis Druckgraphik 7 – in between / BBK Leipzig e. V. / (best of ED1 – ED6), Tapetenwerk Leipzig
- 2015: SPOTS, zum 25-jährigen Jubiläum des BBK Leipzig e. V.
- 2014: Neue Sächsische Galerie[8] / Städtische Kunstsammlung Chemnitz: Grafikbiennale 100 Sächsische Grafiken
- 2012: Kunstverein Nördlingen – Künstler der Leipziger Spinnerei
- 2011: Museum Schloss Burgk – Die Himmelsgegenden
- 2011, 2012, 2014: Ereignis Druckgraphik: Internationale Druckgraphikausstellung / BBK Leipzig e. V.
- 2010: Museum für Druckkunst Leipzig – Die Kunst des Lichtdrucks
- 2009: Städtische Galerie Wollhalle Güstrow – Energieflüsse
- 2009: 125 Jahre Leipziger Baumwollspinnerei[9] – Werkschau

### Einzelausstellungen
- 2008: Leipziger Baumwollspinnerei – Galerie Archiv Massiv
- 2008: Leipzig, Galerie KO
- 2008: Berlin, Galerie Pohl[10], mit Tanja Zimmermann
- 2005: Denkmalschmiede Höfgen

## Publikationen
- 1996: Staatliche Textil- und Gobelinmanufaktur Halle Burg Giebichenstein
- 2008: Galerie KO: Moment mal
- 2014: Neue Sächsische Galerie: 100 Sächsische Grafiken
- 2017: BBK: Kunst im Bündnis – Vielfalt und Stärke für Kinder und Jugendliche